# Терисаккан
Терисаккан (Терсаккан) — река в Казахстане, левый и самый длинный приток Ишима (бассейн Оби). Входит в Ишимский водохозяйственный бассейн Республики Казахстан. Длина реки — 334 км, площадь водосбора — 19500 км². Средний расход воды — 8,97 м³/с (у с. Балталы).
Речная система: Терисаккан → Ишим → Иртыш → Обь.

## Течение
Берёт начало в северо-восточной части гор Улытау, на западе массива Жельдиадыр с родников у подножия горы Баканшайыншак. Общее направление течения с юга на север. Впадает в реку Ишим с левой стороны, в районе села Коксай.
Наиболее крупные притоки: Улжан, Бала-Терисаккан, Шабдар (левые), Ащылы, Кокпекти, Шапанкарасу (правые).
Ширина долины в верхнем течении 3—5 км, в низовьях шире. Питание дождевое. Вода пресная, не годится для питья. В устье построен глиняный пруд. Летом вода из пруда используется для орошения и хозяйственных нужд. В верхнем и среднем течении реки пастбища, сенокосы.

## Водный режим
Сток реки имеет сильно выраженную сезонную и многолетнюю неравномерность. Расходы воды в разные годы могут различаться в десятки и сотни раз, что значительно осложняет хозяйственное использование ресурсов реки. Замерзает с ноября по середину апреля.

## Населённые пункты
На реке расположено 11 сёл, наиболее крупные: Майкутова (Молодежное), Ковыльное, Матросово, Шалгай, Терсакан.

## Интересные факты
В бассейне реки приземлилось большинство советских и российских космонавтов, а также экипажей МКС.